# Acapulco (Tumbes)
Acapulco es una villa peruana ubicada en el distrito de Zorritos, perteneciente a la provincia de Contralmirante Villar del departamento de Tumbes, al norte del Perú. 

## Ubicación
Acapulco se ubica al norte de la provincia de Contralmirante Villar, en el distrito de Zorritos, en el departamento de Tumbes.

## Demografía
En 2017 Acapulco tenía una población de 2055 habitantes.
| Gráfica de evolución demográfica de Acapulco entre 1993 y 2017 |
|                                                                |
| Fuentes: Población 1993 y 2017                                 |